# Josef Kalousek

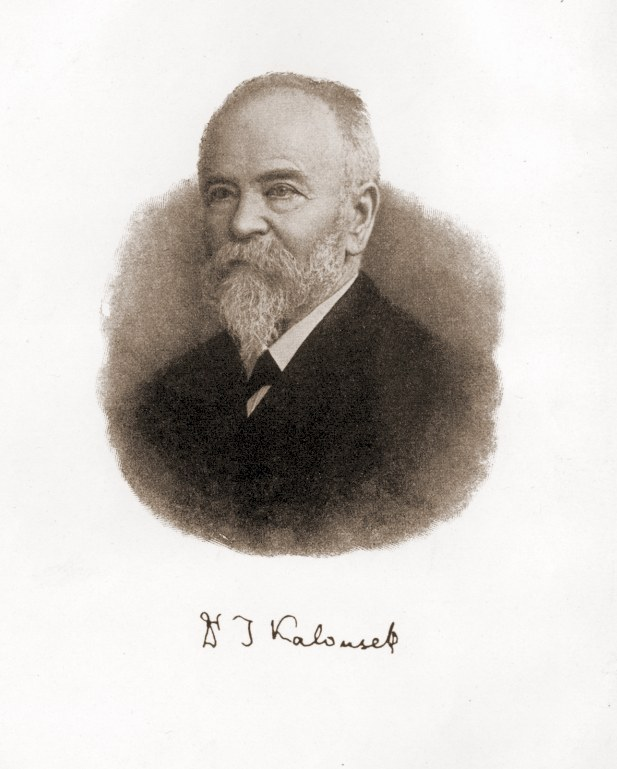
Josef Kalousek

Josef Kalousek (* 2. April 1838 in Vamberk; † 22. November 1915 in Prag) war ein tschechischer Historiker und Hochschullehrer.

## Leben
Josef Kalousek stammte aus einer ärmlichen Landwirtsfamilie in Wamberg (Bezirk Reichenau) in Ostböhmen im Kaisertum Österreich. Nach der Volksschule begann er in Vamberg eine Lehre als Weber, arbeitete zunächst in diesem Beruf, absolvierte von 1853 bis 1859 eine Oberrealschule in Prag und erreichte die Matura. Von 1859 bis 1861 studierte er am Polytechnikum in Prag und wechselte an das k.k. Polytechnisches Institut in Wien. Dort gewann er mit einer Schrift einen Preis für die beste stilistische Arbeit.
Nach Prag zurückgekehrt, begann er mit dem Studium der Philosophie, der Linguistik, des Journalismus, der slawischen Philologie und vor allem der Geschichte in Böhmen unter Professor Anton Gindely und Václav Vladivoj Tomek an der Karls-Universität Prag. Während des Studiums übersetzte er für Prager Zeitungen. In Prag lebte er in der Familie von František Ladislav Rieger und lernte dort auch František Palacký kennen, dessen Enkelin er unterrichtete. 1868 promovierte er zum Doktor der Philosophie, wurde 1871 Privatdozent für böhmische Geschichte und war als Mittelschullehrer in Prag berufstätig.
Seine Kenntnisse der tschechischen Geschichte und die Schlüsse, die er daraus zog, führten ihn 1880 bis 1882 als Mitglied in den böhmischen Landtag, in der er die Partei der Národní strana (Altböhmen, Staročeši) vertrat. 1882 wurde er als außerordentlicher und 1885 zum ordentlichen Professor für böhmischer Geschichte an der 1882 entstandenen tschechischsprachige Karls-Universität Prag berufen, an der er bis 1908 lehrte.
1887 wurde Josef Kalousek eines der ersten Mitglieder der „Tschechische Akademie der Wissenschaften und Künste“, deren Sekretär er bis 1890 war, und wurde einer der führenden, tschechischen Historiker vor dem Ersten Weltkrieg (1914–1918). Er schrieb eine der ersten Memoiren über František Palacký, setzte dessen Arbeit fort, gehörte zu einer Forschungsgruppe für Geschichtssammlungen und redigierte für verschiedene Zeitschriften. Großen Einfluss auf ihn hatte die tschechische Nationalbewegung seit Mitte des 19. Jahrhunderts. Er war Mitglied der Redaktion der Parteizeitung der Altböhmen: Die Nation (Národ), in der er Artikel gegen den Zentralismus und Dualismus der Monarchie Österreich-Ungarn publizierte, und beteiligte sich an einigen Polemiken über die ältere tschechische Geschichtsschreibung.
In den Auseinandersetzungen über die Echtheit der Königinhofer Handschrift und der Grünberger Handschrift stand Josef Kalousek an der Seite der Befürworter ihrer Echtheit, wie Václav Vladivoj Tomek, Josef Emler und Martin Hattala. Der Stil seiner Arbeiten war durch seine Lehrer Anton Gindely und Vaclav Vladivoj Tomek beeinflusst. Sein besonderes Interesse galt den Ereignissen der Hussitenzeit und der historischen Situation um die Schlacht am Weißen Berg.
Von den westlichen Philosophen beschäftigten ihn bereits in seiner Studienzeit die Gedanken Immanuel Kants über die Wahrnehmung Gottes. Er setzte sich mit Ansichten des Johann Friedrich Herbarts, dem Utilitarismus von John Stuart Mill und dem Positivismus Henry Thomas Buckles auseinander. Gegen Ende seines Lebens vertrat er die Interpretation des Katholizismus von Bernard Bolzano.
Als tschechische Wissenschaftler an einen staatsrechtlichen Ausgleich mit der Regierung Österreichs, ähnlich wie dem Österreichisch-Ungarischen Ausgleich (1867), hofften, erschien 1871 sein bedeutendstes Werk: Tschechisches Staatsrecht (České státní právo, 1871). In dieser Publikation weist er darauf hin, dass das Kronland Böhmen stets ein eigenständiges, international anerkanntes Staatsgefüge und nie ein wirkliches Lehen des Heiligen Römischen Reiches war. Er war ein Verteidiger und Vorkämpfer für tschechisches Staatsrecht und stellte sich gegen die Beurteilungen deutscher Historiker.
Sein Leben lang vertrat er die Ansicht, dass Geschichtswissenschaften die Lehrer des Lebens sind, beruhend auf Erfahrungen von Generationen. Auf der Grundlage historischer Analogien, verglichen mit der jeweiligen Situation, lassen sich nach Josef Kalousek bestimmte Entwicklungen in der Wissenschaft und Gesellschaft prognostizieren. Was die Geschichte eines tschechischen Staates angeht, vertrat er die Ansichten von Frantisek Palacky über die stetige Begegnung der Slawen und der Germanen in Mitteleuropa mit der Bedeutung der Verschiebungen der Siedlungs- und Sprachgrenzen.
Josef Kalousek hatte den Sohn Vratislav Kalousek (* 11. Dezember 1883 in Prag; † 5. August 1936 ebenda), als Jurist nach einem Studium an der Karls-Universität Prag seit 1909 tätig bei der Prager Statthalterei, nach 1910 bei der Bezirkshauptmannschaft in Jungbunzlau, seit 1918 im Prager Innenministerium, zuletzt als Ministerialrat u. a. als Mitarbeiter am Handbuch für öffentliches Recht in der Tschechoslowakei.

## Publikationen

### Bibliographie in deutscher Sprache
- Einige Grundlagen des böhmischen Staatsrechts. Prag 1871.
- Die Behandlung der Geschichte Přemysl Otakars II. In: Ottokar Lorenz (* 1832 in Iglau; † 1904 in Jena): Deutsche Geschichtsquellen im Mittelalter von der Mitte des 13. bis zum Ende des 14. Jahrhunderts. Prag 1870, 1886/1887.
- Geschichte der Königlichen Böhmischen Gesellschaft der Wissenschaften; mit einer kritischen Übersicht ihrer Publicationen aus dem Bereiche der Philosophie, Geschichte und Philologie, aus Anlass des hundertjährigen Jubelfestes der Gesellschaft 1884 in ihrem Auftrage verfaßt von Josef Kalousek. Königlich Böhmische Gesellschaft der Wissenschaften und Künste, Prag 1884.

### Bibliographie in tschechischer Sprache
- České státní právo, Prag (1892)
- Nástin životopisu Františka Palackého (1876)
- Karel IV., Otec vlasti (1878)
- Děje Královské České společnosti nauk (1885)
- Tři historické mapy k dějinám českým (1885)
- Výklad k historické mapě Čech (1894)
- O vůdčích myšlenkách v historickém díle Františka Palackého (1896)
- Obrana knížete Václava Svatého proti smyšlenkám a křivým úsudkům o jeho povaze (1901)
- O potřebě prohloubiti vědomosti o Husovi a jeho době (1915)

### Zeitschriftenbeiträge
- O historii výtvarného umění v Čechách (1877)
- O zřízení a původu obce velkoruské (1880)
- O historii kalicha v dobách předhusitských, Výroční školní zpráva nižšího reálného gymnasia v Praze III, 1881
- Jan z Jenštejna – archiepiscopus Pragensis (1882)
- Historie a materialismus (1883)
- O staročeském právě dědickém a královském právě odúmrtním na statcích svobodných v Čechách i v Moravě (1894)
- Řády selské a instrukce hospodářské, Archiv Český, Band. 5.

## Biographie
- Josef Pekař: Josef Kalousek. Tschechische historische Zeitschrift 22/1916
- Otakar Josek: Život a dílo Josefa Kalouska. Prag 1922